# 咸宁郡
咸宁郡，中国隋朝、唐朝时设置的郡。
唐玄宗天宝元年（742年），改丹州置咸宁郡。治所在义川县赤石川口（今陕西省宜川县丹州镇）。下辖义川县、汾川县（今陕西省宜川县高柏乡郭下村）、咸宁县（今陕西省宜川县鹿川乡）、云岩县（今陕西省宜川县云岩镇）、门山县（今陕西省延长县
雷赤乡门山村）。辖境相当今陕西省宜川县地及延长县东部。唐肃宗乾元元年（758年）复改为丹州。
咸宁郡太守
- 赵奉璋（749年）